# John Joe Nevin
John Joseph „Joe“ Nevin (* 7. Juni 1989 in Mullingar, County Westmeath, Irland) ist ein irischer Profiboxer im Leichtgewicht. Als Amateur war er unter anderem Silbermedaillengewinner der Olympischen Spiele 2012 im Bantamgewicht.

## Amateurkarriere
John Joe Nevin begann als Jugendlicher mit dem Boxen. Er war Mitglied des Cavan Amateur Box Clubs (ABC). Dort wurde er von Brian McKeown trainiert. In der irischen Nationalmannschaft wurde er von Billy Walsh betreut. Er ist zudem der Cousin des Boxers Michael Nevin.

### National
Er wurde 2006 irischer Jugendmeister im Halbfliegengewicht und 2007 irischer Jugendmeister im Fliegengewicht. Darüber hinaus ist er Irischer Meister im Bantamgewicht der Jahre 2008, 2009, 2010, 2011 und 2012. Er besiegte dabei unter anderem Michael Nevin, Sean McComb, Tyrone McCullough und Ryan Lindberg.

### Europa
Bei den EU-Meisterschaften 2008 in Polen besiegte er unter anderem Dennis Ceylan sowie Mateusz Mazik und gewann die Goldmedaille. Beim selben Event 2009 in Dänemark kam er unter anderem mit einem Sieg im Halbfinale gegen Luke Campbell erneut ins Finale, verlor jedoch diesmal beim Kampf um Gold gegen den Deutschen Denis Makarov.
Bei den Europameisterschaften 2010 in Moskau und 2011 in Ankara konnte er jeweils das Viertelfinale erreichen. Er hatte dabei den Armenier Karen Aylazyan, den Franzosen Nordine Aït Ihya, den Ukrainer Pawlo Ischtschenko und den Georgier Nikoloz Izoria besiegt, ehe er gegen Gamal Yafai bzw. Dmitri Poljanski ausschied.
2013 gewann er die Goldmedaille bei den Europameisterschaften in Minsk. Er hatte sich dabei jeweils einstimmig gegen Selçuk Eker, Krisztián Nagy, Wladimir Nikitin und Mykola Buzenko durchgesetzt.

### Weltmeisterschaften und Olympische Spiele
Bei den Junioren-Weltmeisterschaften 2006 in Marokko kam er mit zwei Siegen ins Viertelfinale, wo er beim Kampf um den Einzug in die Medaillenränge gegen Luis Yáñez unterlag.
2008 konnte er die europäische Olympiaqualifikation in Italien gewinnen, wobei ihm Siege gegen Mirsad Ahmeti, Detelin Dalakliew, Maxim Tretyak und Veaceslav Gojan gelangen. Er nahm daraufhin an den Olympischen Spielen 2008 in Peking teil, wo er gegen den Afrikameister Abdelhalim Ouradi ins Achtelfinale einzog, dort aber gegen den späteren Olympiasieger Enchbatyn Badar-Uugan ausschied.
2009 in Mailand gewann er seine erste WM-Bronzemedaille, als er Rahim Najafov, Nikola Magovac, Iderkhuu Enkhjargal und Gu Yu besiegen konnte und ins Halbfinale einzog, wo er knapp mit 4:5 gegen Eduard Absalimow ausschied.
Bei der WM 2011 in Baku wiederholte er diesen Erfolg. Durch Siege gegen Akhil Kumar, Dordschnjambuugiin Otgondalai und Orzubek Shayimov war er in die Medaillenränge eingezogen, wo er beim Kampf um den Finaleinzug knapp mit 12:12+ gegen Luke Campbell unterlag.
Er war damit für die Olympischen Spiele 2012 in London qualifiziert. In der Vorrunde bezwang er den Drittplatzierten der europäischen Olympiaqualifikation, den Dänen Dennis Ceylan (21:6), und zog ins Achtelfinale ein. Dort gewann er gegen den kasachischen Olympiateilnehmer von 2008, Kanat Abutalipow (15:10). Im anschließenden Viertelfinale schlug er den Mexikaner Óscar Valdez (19:13), Gewinner der amerikanischen Olympiaqualifikation. Im Halbfinale konnte er sich überraschend mit 19:14 gegen den amtierenden Weltmeister Lázaro Álvarez aus Kuba durchsetzen und ins Finale einziehen. Dort unterlag er erneut gegen Luke Campbell (11:14).

### World Series of Boxing
Von 2010 bis 2012 boxte er für das Team Paris United und von 2012 bis 2013 für das Team British Lionhearts in der World Series of Boxing (WSB) und gewann neun von elf Kämpfen. 2010/11 gewann er mit Paris den WSB-Titel.
Im September 2013 gab er seinen Wechsel ins Profilager bekannt.

## Profikarriere
Aufgrund des starken irischen Hintergrundes entschied er sich für einen Profivertrag beim US-amerikanischen Management Greenblood Boxing, dem zu diesem Zeitpunkt auch die irischen Boxer Anthony Cacace, Tyrone McKenna und Ray Ginley angehörten. Auch sein Amateurtrainer Brian McKeown begleitete ihn bei diesem Schritt.
Sein Debüt gewann er am 17. März 2014 in Boston gegen den ungeschlagenen Alberto Candelaria. Im November 2019 schlug er Freddy Fonseca beim Kampf um den Titel WBA International.